# Камбадос
Камбадос (на испански: Cambados) е град в Испания, намиращ се в провинция Понтеведра, която е част от автономната област Галисия. Градът има площ от 23 км2 и население от 13 900 души (по данни от 1 януари 2017 г.). Известен е със своето бяло вино Albariño.